# Dante Prosperi
Dante Prosperi (Mantova, 10 gennaio 1897 – ...) è stato un calciatore italiano, di ruolo mediano.

## Biografia
Aristotile Ariodante Giovanni Prosperi, conosciuto come Prosperi I in quanto fratello maggiore di Ildebrando Prosperi e di Arnaldo Prosperi anch'essi calciatori del Mantova. Giocatore eclettico, nella sua carriera ha ricoperto tutti i ruoli, eccetto il portiere.

## Carriera
Ha disputato con il Mantova sei stagioni in Divisione Nazionale dal dopoguerra fino al 1925. Poi sempre in Divisione Nazionale ha disputato una stagione con la Cremonese, con i grigiorossi ha esordito 30 settembre 1928 nella partita Cremonese-Venezia (2-1).

## Palmarès

### Club

#### Competizioni nazionali
- Seconda Divisione: 1

Mantova: 1923-1924